# Chansen
Chansen (Chan Sen; Thai จันเสน) ist eine Ortschaft in der Amphoe Takhli, Provinz Nakhon Sawan, Thailand. Hier befindet sich ein archäologischer Fundplatz, der bis in die Urgeschichte verweist.
Die Altstadt von Chansen und das Chan Sen-Museum (จันเสนเมืองโบราณ และ พิพิธภัณฑ์วัดจันเสน) bergen zahlreiche Artefakte aus verschiedenen Epochen der thailändischen Geschichte. Die Altstadt selbst besteht aus einer von einem Wassergraben umgebenen Stätte, die von einer beträchtlichen Mauer umgeben war, außerhalb derer ein Wasserreservoir lag.
Die ersten beiden von insgesamt sechs Siedlungsphasen reichen zurück in die Vorgeschichte und enden um 250 unserer Zeitrechnung. Aus der zweiten Phase stammt ein Kamm aus Elfenbein auf, der auf der einen Seite mit Abbildungen von Pferden und buddhistischen Symbolen geschmückt ist, auf der anderen Seite mit einer Gans. Ähnliche Kämme wurden in Taxila, Pakistan, gefunden. 
Die dritte und vierte Phase werden auf 250 bis 650 datiert und weisen Elemente der Dvaravati-Periode auf. Die materielle Kultur zeigt Stempel aus Keramik, Amulette aus Zinn und Glocken aus Bronze, ähnlich wie in Oc Eo im Delta des Mekong. Es gibt auch acht Schalen einer metall-schwarzen Ware, die sich in Sri Lanka wiederfindet. 
Ein kreisförmiger Graben wurde während der fünften Siedlungsphase gegraben, der eine Fläche mit einem Durchmesser von etwa 650 Metern einschloss. Aus dieser Zeit fand man eine reichhaltige Ausbeute an Keramiken, die denen an anderen Orten der Dvaravati-Periode in Zentral-Thailand ähneln.
Die Objekte befinden sich im Chan Sen-Museum im Wat Chan Sen.